# Gustav Hugo

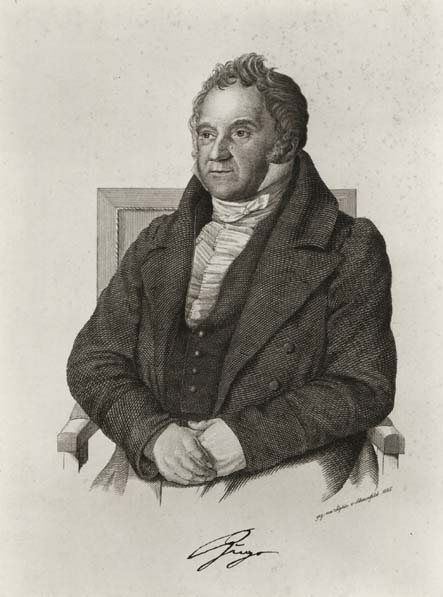
Gustav Hugo

Gustav Conrad Hugo (* 23. November 1764 in Lörrach; † 15. September 1844 in Göttingen) war ein deutscher Jurist. Hugo gilt gemeinhin als Wegbereiter und Mitbegründer der Historischen Rechtsschule des 19. Jahrhunderts.

## Leben
Gustav Hugo war der Sohn des badischen Landschreibers, ursprünglich Hofrat am markgräflich-badischen Hof in Karlsruhe, Johann Michael Hugo (1718–1799) und Sophia Elisabeth H., geb. Morstadt (1725–1784). Im Alter von 14 Jahren ging er für zwei Jahre auf das Gymnasium Mömpelgard (heutiges Montbéliard), das seinerzeit noch unter württembergischer Herrschaft stand. Da er auf einer französischen Schule war, kam er früh mit der Literatur Voltaires in Berührung, was er selbst als einen der „entscheidendsten Punkte“ seines Lebens bezeichnete. 1779 wechselte er bis 1782 auf das Gymnasium nach Karlsruhe. Von dort aus ging er 1782 zur Universität Göttingen, wo er drei Jahre Rechtswissenschaften studierte. Nachdem er zum Lehrer von Johann Georg von Anhalt-Dessau (1748–1811) ernannt worden war, promovierte er 1788 an der Universität Halle. Im gleichen Jahr wurde er als außerordentlicher Professor nach Göttingen zurückgerufen, wo er 1792 dann ordentlicher Professor wurde. Rufe nach Heidelberg und Halle lehnte er ab. 1802 erfolgte die Ernennung zum Hofrat. Gustav Hugo war seit 1797 mit Julie Sophie H., geb. Mylius (1774–1821) verheiratet. Die gemeinsame Tochter Pauline Hugo ehelichte Karl Otfried Müller.
Seit 1809 war er assoziiertes Mitglied der Königlich Niederländischen Akademie der Wissenschaften (Koninklijk Instituut, derde klasse).
Im Vorwort zu seinem Beiträge zur civilistischen Bucherkenntniss der letzten vierzig Jahre (1828–1829) skizziert er die Bedingungen, unter denen zu der Zeit in Göttingen Zivilrecht gelehrt werden konnte. Gustav Hugo pflegte eine ausgesprochen persönliche und vertrauensvolle Korrespondenz sowie eine freundschaftliche Beziehung zu den Brüdern Grimm.
Da im Bestand der Gesetzgebung seiner Zeit das römische Recht mit seinen germanischen Elementen ohne kritischen Abgleich unterschiedslos miteinander verwoben war – aus Praktikabilitätsgründen abgestellt auf ein angeblich Ganzes – konnte man nicht mehr sagen, ob die historische Wahrheit oder die praktischen Beweggründe stärker präjudiziert waren. Das ließ methodisch eine fehlerbehaftete Rechtstradition entstehen. Mit diesem Übel nahm Gustav Hugo den Kampf auf, als er zum Begründer der Historischen Schule avancierte. Maßgeblich weitergeführt und ausgebaut wurde sie dann von Friedrich Carl von Savigny. Hugo folgte dem auf den Hochklassiker Gaius zurückgehenden Institutionensystem. Er analysierte besonders kritisch das Obligationenrecht (Vorläuferbegriff zum „gesamten bürgerlichen Recht“). Er prägte den sich alsbald etablierenden Begriff des „heutigen römischen Rechts“ als „Juristenrecht“.
Sein Hauptwerk ist das in sieben Bänden erschienene Lehrbuch eines civilistischen Cursus (1792–1821), daneben ist das in sechs Bänden erschienene Zivilistische Magazin (1790–1837) von Bedeutung. Im zweiten Band des „civilistischen Cursus“ befasst sich Hugo mit dem Naturrecht unter dem Titel Naturrecht als einer Philosophie des positiven Rechts, besonders des Privatrechts. Bis in die Gegenwart wird das Werk im Lichte einer Fortsetzung der kantischen Rechtslehre interpretiert.

## Schriften
- Institution des heutigen Römischen Rechts. August Mylius, Berlin 1792.
- Lehrbuch eines civilistischen Cursus
  - Band I: Lehrbuch der juristischen Encyclopädie. 1. Auflage. August Mylius, Berlin 1792. mdz-nbn-resolving.de (7. Auflage. August Mylius, Berlin 1823)
  - Band II: Lehrbuch des Naturrechts. 1. Auflage. August Mylius, 1798. (4. Auflage. August Mylius, Berlin 1819. mdz-nbn-resolving.de)
  - Band III: Lehrbuch der Rechtsgeschichte. 1. Auflage. August Mylius, Berlin 1790. mdz-nbn-resolving.de (11. Auflage. Erste Abtheilung. August Mylius, Berlin 1832. mdz-nbn-resolving.de; 11. Auflage, Zweyte Abtheilung. August Mylius, Berlin 1832. mdz-nbn-resolving.de)
  - Band IV: Lehrbuch des heutigen Römischen Rechts. 1. Auflage. August Mylius, Berlin 1790. (7. Auflage. August Mylius, Berlin 1826. mdz-nbn-resolving.de)
  - Band V: Philosophische Encyclopädie. August Mylius, Berlin 1802.
  - Band VI: Civilistische Literärgeschichte. 1. Auflage. August Mylius, Berlin 1812. (3. Auflage, August Mylius, Berlin 1830)
  - Band VII: Chrestomathie von Beweisstellen für das heutige Römische Recht. 1. Auflage. August Mylius, Berlin 1802. (3. Auflage. August Mylius, Berlin 1820. mdz-nbn-resolving.de)

- Beyträge zur civilistischen Bücherkenntniß.
  - Band I: August Mylius, Berlin, 1828.
  - Band II: August Mylius, Berlin, 1829.
  - Band III: August Mylius, Berlin, 1844.